# Шпунты
Шпунты — деревня в Починковском районе Смоленской области России. Входит в состав Климщинского сельского поселения. Население — 18 жителей (2007 год). 
Расположена в центральной части области в 22 км к юго-востоку от Починка, в 25 км восточнее автодороги А141 Орёл — Витебск. В 20 км юго-западнее деревни расположена железнодорожная станция Энгельгардтовская на линии Смоленск — Рославль. 

## История
На карте Шуберта 1859 г. обозначены Старые и Новые Шпунты. Административно они входили в состав Докудовской волости 1-го стана Ельнинского уезда. Дворов в Новых Шпунтах насчитывалось четыре. Какому помещику относились деревни не совсем ясно. В округе имелось три господских усадьбы: Николаевская, Покровская и Петровская.
В 1930-х гг. Новые Шпунты были выбраны в качестве места сселения окрестных деревень, таких как Станы, Вычуковка (Печи), Мироновка и другие. Предположительно перед войной в Шпунтах насчитывалось около 30-35 дворов.
В годы Великой Отечественной войны деревня была оккупирована гитлеровскими войсками в июле 1941 года, освобождена в сентябре 1943 года.
В деревне с 1930-х гг. существовала школа, которая, по словам очевидцев, сгорела 1 мая 1942 г. После войны её отстроили заново, но она просуществовала только до 1950 г. 
На войну из деревни ушло около 30 человек. Из них пропало без вести и погибло 18 человек.
С 1960-х гг. начался исход: количество жителей неуклонно сокращалось.